# Lilla spöket Laban (bok)
Lilla spöket Laban är en barnbok skriven av Inger och Lasse Sandberg och utgiven 1965 på Gebers. Det är den första boken i en serie av böcker om det lilla snälla spöket Laban. En animerad filmatisering av boken sändes första gången på TV 1976 och gavs ut på video 1994 av Independent.

## Handling
Det lilla spöket Laban föddes i slottet Gomorronsols källare där hans spökfamilj bodde, mamma spöke, pappa spöke och så lille Laban själv. När Laban blev äldre fick han följa med sin pappa upp på slottet en mörk höstkväll. Hans pappa ville lära sin son att bli ett riktigt hemskt spöke som han själv, så som att skrämma folk och skramla med kedjor, men det blev inte så som han hade tänkt sig. Laban kunde knappast gnissla på grund av de tappade framtänderna och hans pappas tunga kedja hade råkat fastna i hans spökkostymficka. Slottets kammarjungfru kom och råkade få syn på Labans småsaker som föll ner på golvet och påstod att det var lill-prinsen Bus som ville spela ett spratt för henne. När kammarjungfrun drog upp den stora ek-dörren var det bara det lilla spöket hon fick se; spökpappan hade gjort sig osynlig och flugit tillbaka till källaren för att tala om för spökmamman att lille Laban hade misslyckats med all spökinstinkter.
När kammarjungfrun såg att Laban var ett litet och snällt spöke, tog hon honom med sig till kungafamiljen. Kungen, drottningen och lill-prins Bus beundrade den trevlige lille Laban och accepterade honom att stanna hos dem. Laban och Bus blev snabbt bästa vänner, och ibland om kvällarna gick de båda två ner till Labans föräldrar i spökkällaren.